# Macquartia flavipalpis
Macquartia flavipalpis är en tvåvingeart som först beskrevs av Robineau-desvoidy 1863.  Macquartia flavipalpis ingår i släktet Macquartia och familjen parasitflugor.
Artens utbredningsområde är Frankrike. Inga underarter finns listade i Catalogue of Life.